# Бургундская династия (Кастилия)
Бургундская династия (исп. Casa de Borgoña) — испанская королевская династия, ветвь Иврейской династии, правившая в Кастилии и Леоне.

## История
Родоначальником династии был Раймунд Бургундский, пятый из восьми сыновей графа Бургундии Гильома I Великого.
Король Кастилии и Леона Альфонсо VI, ведший непрерывные войны с сарацинами, собирал под своими знамёнами множество иноземных рыцарей, готовых сражаться за Христа, щедрого вознаграждая их. Одним из таких рыцарей был Раймунд. В 1087 году он отправился на Пиренейский полуостров. Его сопровождал муж сестры, герцог Бургундии Эд I Боррель, а также двое братьев Эда — Роберт и Генрих. В итоге Раймунд и Генрих остались в Испании, женившись на дочерях Альфонсо VI и получив в приданое владения на Пиренеях. Раймунд женился на Урраке, дочери Альфонсо VI от брака с Констанцией Бургундской, а Генрих — на Терезе, незаконнорождённой дочери Альфонсо VI.
В 1092 году король Альфонсо VI передал Раймунду Галисию с титулом графа Галисии и Коимбры, а в 1093 году — Лиссабон, Сантарен и Синтру, но вскоре Лиссабон был захвачен сарацинами. Вскоре Альфонсо выделил из владений Раймунда Португалию, передав их Генриху Бургундскому.
Раймунд умер в 1107 году. А в 1108 году погиб единственный сын Альфонсо VI — Санчо, после чего наследницей Кастилии и Леона оказалась вдова Раймунда, Уррака. Альфонсо VI умер в 1109 году. Сын Раймунда и Урраки, Альфонсо VII после смерти матери в 1126 году стал королём Кастилии и Леона. В 1135 году он был коронован как император всей Испании (лат. Imperator totius Hispaniae).
После смерти Альфонсо VII династия разделилась на 2 ветви. Старший сын Альфонсо VII, Санчо III, получил под управление Кастилию. А третий сын, Фернандо II, получил Леон и Галисию. Кастильская ветвь угасла уж после смерти внуков Санчо III. Одна из его внучек, Беренгела (Беренгария), вышла замуж за Альфонсо IX, сына Фернандо II. Их сын Фернандо III после смерти отца объединил в своих руках Кастилию, Леон и Галисию.
Старшая ветвь, представители которой носили титул королей Кастилии и Леона, угасла в 1369 году после смерти Педро I Жестокого, оставившего только нескольких незаконнорождённых детей, имевших потомство. А сводный брат Педро, Энрике II Трастамарский (незаконнорождённый сын короля Альфонсо XI), стал родоначальником новой королевской династии — Трастамарской.
Существовали и другие ветви рода, родоначальниками которых были младшие сыновья королей Кастилии и Леона. Некоторые из них существуют до сих пор, некоторые угасли.

## Генеалогия
Гильом I Великий (ок. 1024 — 12 ноября 1087) — пфальцграф Бургундии с 1057, граф Макона 1078—1085; жена: с 1049/1057 Стефания де Лонгви (1035 — 10 октября 1092), дочь Адальберта де Лонгви, герцога Верхней Лотарингии
- Эд (ок.1050 — ок.1087)
- Рено II (ок. 1056 — 1097), граф Макона с 1085, Бургундии с 1087; жена: Режина (ум. после 1097), дочь графа Куно фон Олтиген
  - Графы Бургундии
- Гильом (ум. ок. 1090)
- Этьен I Храбрый (ок. 1057 — 27 мая 1102), граф Макона с 1085, Вьенна с 1087, титулярный граф Бургундии с 1087; жена: с ок. 1090 Беатрис (1076 — после 1102), дочь Генриха III, графа Лувена
  - Графы Макона и Вьенна и Шалонский дом
- Ирментруда (ок. 1058 — после 8 марта 1105); муж: с ок. 1065 Тьерри I (1045—1105), граф де Бар-ле-Дюк, де Монбельяр и де Пфирт
- Раймунд (ок. 1070 — 13/20 сентября 1107), граф Амеруа, граф Галисии и Коимбры с 1089; жена: с 1 мая 1092/января 1093 Уррака (24 июня 1081 — 8 марта 1126), королева Кастилии и Леона с 1109, дочь Альфонсо VI Храброго, короля Кастилии и Леона, и Констанции Бургундской
  - Санча (1095—1159)
  - Альфонсо VII Император (1 марта 1105 — 21 августа 1157), король Галисии с 1111 года, король Леона с 1126 года, король Кастилии с 1127 года, император Испании с 1135; 1-я жена: с ноября 1128 года Беренгела (ок. 1116 — 15/31 января 1149), дочь Рамона Беренгера III, графа Барселоны, и Марии де Вивар; 2-я жена: с 1152 года Рыкса Польская, дочь Владислава II Изгнанника, князя Силезии и Кракова
    - (от 1-го брака) Санчо III (1134 — 31 августа/1 сентября 1158), король Кастилии с 1157
      - Кастильская ветвь

    - (от 1-го брака) Рамон (до 12 апреля 1136 — молодым)
    - (от 1-го брака) Фернандо II (1137 — 22 января 1188), король Леона, Галисии и Эстремадуры с 1157
      - Леонская ветвь

    - (от 1-го брака) Констанция (ок. 1138 — 6 октября 1160); муж: с января/июля 1154 Людовик VII (1120 — 18/19 сентября 1180), король Франции
    - (от 1-го брака) Санча (ок. 1139 — 5 августа 1177); муж: с 20 июля 1153 Санчо VI Мудрый (1132 — 27 июнь 1194), король Наварры
    - (от 1-го брака) Гарсия (до марта 1142 — 12 сентября/декабрь 1146)
    - (от 1-го брака) Альфонсо (1144/1146 — до января 1149)
    - (от 2-го брака) Фернандо (1153—1157 до 21 августа)
    - (от 2-го брака) Санча (1155 — 9 ноября 1208); муж: Альфонсо II (1/25 марта 1157 — 25 апреля 1195), король Арагона, граф Барселоны и Прованса
    - (незак., от Гантроды Перес) Уррака Астурийка (1132 — 26 октября 1164); 1-й муж: с 24 июня 1174 Гарсия IV Рамирес Восстановитель (ок. 1105 — 25 ноября 1150), король Наварры; 2-й муж: до 1163 дон Альваро Родригес де Кастро (ум. после 3 ноября 1187), сеньор де Крантада, губернатор Астурии
    - (незак., от Урраки Фернандес де Кастро) Эстефания Альфонсо Несчастная (3 февраля 1148 — 1 июля 1180); муж: с 1168 дон Фернандо Родригес де Кастро (ок. 1125 — 1185 после 16 августа), сеньор де Кастро, губернатор Куэльяра, Дуэньяса, Вальядолида, Торо и Астурии
- Этьенетта (ок. 1061 — 1121); муж: Ламбер Франсуа (ум. после 1119), принц де Руйян
- Берта (ок. 1062 — 1097/1098); муж: с 1093 Альфонсо VI Храбрый (июнь 1039 — 30 июня 1109), король Леона 1065—1067, 1072—1109, король Кастилии и Галисии с 1072, император Испании с 1077
- Ги (ок. 1064 — 12 декабря 1124), архиепископ Вьенна 1084/1089—1119, папа Римский (Каликст II) с 2 февраля 1119
- Сибилла (ок. 1065 — после 1103); муж: с 1080 Эд I Боррель (ок. 1058 — 23 марта 1103), герцог Бургундии с 1079
- Оттон (ок. 1065 — 1126)
- Гуго III (ок. 1067 — 13 сентября 1101), архиепископ Безансона с 1085
- Гизелла (ок. 1070 — после 1133); 1-й муж: с ок. 1090 Гумберт II Савойский (1070 — 14 октября 1103), граф де Морьенн с 1080, маркграф Турина; 2-й муж: с 1105 Ренье II (ум. 1135/1137), маркграф Монферрато
- Клеменция (ок. 1071 — ок. 1133); 1-й муж: с ок. 1090 Роберт II (1065 — 5 октября 1111), граф Фландрии с 1093; 2-й муж: с ок. 1125 Жоффруа (Готфрид) I Бородатый (1060—1139), граф Лувена с 1095, герцог Нижней Лотарингии с 1106

### Кастильская ветвь
Санчо III (1134 — 31 августа/1 сентября 1158), король Кастилии и Толедо с 1157; жена: с 30 января 1151 Бланка Наваррская (ок. 1137 — 12 августа 1156), дочь короля Наварры Гарсии IV Рамиреса Восстановителя и Маргариты де Л’Эгл
- Альфонсо VIII Благородный (11 ноября 1155 — 6 октября 1214), король Кастилии, Толедо и Эстремадуры с 1158; жена: с сентября 1177 Элеанора Английская (13 октября 1162 — 25 октября 1214), дочь короля Англии Генриха II Плантагенета и герцогини Алиеноры Аквитанской
  - Беренгела (Беренгария) (январь/июнь 1180 — 8 ноября 1246), королева Кастилии в 1217; муж[2]: с 1/16 декабря 1197 (аннулирован 1204) Альфонсо IX Мокробородый (15 августа 1171 — 24 сентября 1230), король Леона и Галисии с 1188
    - Короли Кастилии и Леона

  - Санчо (5 апреля 1181 — 26 июля 1181)
  - Санча (20/28 марта 1182 — 3 февраля 1184/16 октября 1185)
  - Энрике (ок. 1184 — в младенчестве)
  - Уррака (1186/28 мая 1187 — 3 ноября 1220); муж: с 1206 Афонсу II (23 апреля 1185 — 25 марта 1223), король Португалии
  - Бланка (ок. 1189, до 4 марта — 27 ноября 1252); муж: с 23 мая 1200 Людовик VIII Лев (3 сентября 1187 — 8 ноября 1226), король Франции
  - Фернандо (29 ноября 1189 — 14 октября 1211)
  - Мафальда (1191—1204)
  - Констанция (ок. 1195 — 1243), аббатиса цистерцианского монастыря Санта Мария ла Риал в Лас Хуэльгасе
  - Леонора (ок. 1202 — 1244); муж: с 6 февраля 1221 (развод в конце апреля 1229) Хайме I Завоеватель (1 февраля 1208 — 27 июля 1276), король Арагона и Валенсии, граф Барселоны
  - Энрике I (14 апреля 1204 — 6 июня 1217), король Кастилии, Толедо и Эстремадуры с 1214; жена: с 1215 (развод 1216) Мафалда Португальская (1194 — 1 мая 1256), дочь короля Португалии Саншу I и Дульсы Арагонской
- Гарсия (род. и ум. 24 июня 1156)

### Леонская ветвь
Фернандо II (1137 — 22 января 1188), король Леона, Галисии и Эстремадуры с 1157; 1-я жена: с мая/июня 1165 (аннулирован в феврале 1171/1172) Уррака Португальская (ок. 1151 — 16 октября 1188), дочь Афонсу I Великого, короля Португалии, и Матильды Савойской; 2-я жена: с 1177/1177 Тереза Нуньес де Лара (ум. 7 февраля 1180), вдова дона Нуно Переса де Лара; 3-я жена: с мая 1187 Уррака Лопес де Аро (ум. 1223), дочь графа Лопе Диаса де Аро, сеньора Бискайи, и Альдонсы Родригес, вдова дона Нуно Мелендеса, сеньора де Сеон-и-Рьяньо
- (от 1-го брака) Альфонсо IX Мокробородый (15 августа 1171 — 24 сентября 1230), король Леона и Галисии с 1188, король Кастилии в 1217; 1-я жена: с 15 февраля 1191 (аннулирован в 1198) Тереза Португальская (ок. 1176 — 17/18 июня 1250), дочь короля Португалии Саншу I и Дульсы Арагонской; 2-я жена: Беренгела (Беренгария) (январь/июнь 1180 — 8 ноября 1246), королева Кастилии в 1217
  - (от 1-го брака) Санча (1191 — до 1243)
  - (от 1-го брака) Фернандо (1192/1193 — август 1214)
  - (от 1-го брака) Дульса (1193/1194 — 1248), сеньора де Вальдеоррас
  - (от 2-го брака) Леонора (1198 — 12 ноября 1202)
  - (от 2-го брака) Констанция (1 мая 1200 — 7 сентября 1242), монахиня в Лас Хуэльгасе
  - (от 2-го брака) Фернандо III Святой (30 июля/5 августа 1201 — 30 мая 1252), король Кастилии, Толедо и Эстремадуры с 1217, король Леона и Галисии с 1230; 1-я жена: с 30 ноября 1219 Елизавета фон Гогенштауфен (март/май 1203 — 5 ноября 1235), дочь короля Германии Филиппа Швабского и Ирины Ангелины; 2-я жена: с 1237 Жанна де Даммартен (ок. 1220 — 16 марта 1279), графиня Омаля с 1239, графиня Понтье и Монтрей с 1250, дочь графа Омальского Симона де Даммартена и графини Марии де Понтье
    - (от 1-го брака) Альфонсо X Мудрый (23 ноября 1221 — 4 апреля 1284), король Кастилии, Леона, Галисии, Толедо, Бадахоса, Кордобы, Мурсии, Хаена и Севильи с 1252, король Германии с 1257; жена: с 19 января 1249 Виоланта Арагонская (ок. 1236 — 1301), дочь короля Арагона Хайме I Завоевателя и Иоланды Венгерской
      - Беренгела (10 октября/25 ноября 1253—1300)
      - Беатрис (5 ноября/6 декабря 1254 — ок. 1286); муж: с августа 1271 Гульельмо VII (ум. 8 февраля 1292), маркиз Монферрато
      - Фернандо де ла Серда (23 октября 1255 — 25 июля 1275)
        - Ветвь де ла Серда

      - Санчо IV Смелый (12 мая 1258 — 25 апреля 1295), король Кастилии и Леона с 1284; жена: с июля 1282 Мария Альфонсо де Молина Великая (ок. 1264 — 1 июля 1321), дочь инфанта Альфонсо Кастильского, сеньора де Молина, и Майор Альфонсо де Мендес
        - Исабель (1283 — 24 июля 1328); 1-й муж: с декабря 1291 или 1293 (не вступил в силу, аннулирован в 1295) Хайме II (10 августа 1267 — 5 ноября 1327), король Арагона; 2-й муж: с 1310 Жан III (8 марта 1286 — 30 апреля 1341), герцог Бретани
        - Фернандо IV (6 декабря 1285 — 7 сентября 1312), король Кастилии и Леона с 1295; жена: с 23 января 1302 Констанса Португальская (3 января 1290 — 18 ноября 1313), дочь короля Португалии Диниша I и Изабеллы Арагонской
          - Элеонора (1307 — март/апрель 1359); 1-й муж: с 18 октября 1319 (не вступил в силу) инфант Хайме Арагонский (29 сентября 1296 — 20 мая 1334), инфант Арагона, в 1319 году отрёкся от прав на арагонский престол, рыцарь ордена Иоаннитов, позже рыцарь ордена Монтеса. Брак так и не был осуществлён, поскольку Хайме сбежал с собственной свадьбы. 2-й муж: с 5 февраля 1329 Альфонсо IV (январь/февраль 1299 — 24 января 1336), король Арагона
          - Мария (ум. после 1334)
          - Альфонсо XI Справедливый (13 августа 1311 — 26 марта 1350), король Кастилии и Леона с 1312; 1-я жена: с 28 ноября 1325 (аннулирован 1327) Констанса Мануэль (ок. 1323 — 13 ноября 1345), дочь Хуана Мануэля Кастильского, сеньора Вильены, и Констанции Арагонской; 2-я жена: с сентября 1328 Мария Португальская (1313 — 18 января 1357), дочь короля Португалии Афонсу IV и Беатрисы Кастильской
            - Фернандо (1332 — 8 февраля/22 сентября 1333)
            - Педро I Жестокий (30 августа 1334 — 22 марта 1369), король Кастилии и Леона с 1350; 1-я жена: с 3 июня 1353 Бланка де Бурбон (конец 1339 — 14 мая/31 июля 1361), дочь герцога Пьера I де Бурбон и Изабеллы де Валуа; 2-я жена: с 1353 (тайный брак и незаконный из-за двоежёнства) Мария де Падрилья (ум. в августе 1361), дочь Хуана Карлоса де Падрилья, сеньора де Вильегерра, и Марии Гомес де Энестроса; 3-я жена: с апреля 1354 (незаконный из-за двоежёнства) Хуана де Кастро (ум. 21 августа 1374), дочь Педро Фернандеса де Кастро, сеньора де Лемос, и Исабель Понсы де Леон
              - (от 2-го, незаконного, брака) Беатрис (1354—1369), монахиня в аббатстве Санта Клара в Тордесильясе
              - (от 2-го, незаконного, брака) Констанса (1354 — 24 марта 1394), королева Кастилии и Леона де-юре с 1369; муж: с 21 сентября 1371 Джон Гонт (6 марта 1340 — 3 февраля 1399), 1-й герцог Ланкастер
              - (от 2-го, незаконного, брака) Исабель (ок. 1355/1356 — 23 декабря 1292); муж: с 1 января/30 апреля 1372 Эдмунд Лэнгли (5 июня 1341 — 1 августа 1402), 1-й герцог Йорк
              - (от 2-го, незаконного, брака) Альфонсо (1359 — 19 октября 1362), легитимизирован 29 апреля 1362
              - (от 3-го, незаконного, брака) Хуан (январь 1355—1405)
                - Роды Кастилья в Андалузии, сеньоров де Гор и Лассо де Кастилья

              - (незак., от Марии де Хенестроса) Фернандо (до 9 января 1361 — в младенчестве), сеньор де Ньебла
              - (незак., от Терезы де Айяла) Мария (ум. 17 сентября 1424), монахиня
              - (незак., от Исабель де Сандоваль) Санчо де Кастилья-и-Сандоваль (ум. до 1448), сеньор де Альмазан
              - (незак., от Исабель де Сандоваль) Диего де Кастилья-и-Сандоваль; жена: Исабель де Салазар, дочь Гонсало де Салазара
                - Педро Старый; жена: Беатрис де Фонсека-и-Уллоа, дочь Хуана Альфонсо де Уллоа и Беатрис де Фонсека
                  - Педро Молодой, любовник Жуаны Португальской (ок. 20 марта 1439 — 12 декабря 1475), жены короля Кастилии Энрике IV, дочери короля Португалии Дуарте I и Леоноры Арагонской
                    - (незак., от Жуаны Португальской) Андрес де Кастилья
                      - Род Кастилья-и-Португал (позже Кастилья де Гвадалахар)

                    - (незак., от Жуанны Португальской) Педро де Кастилья

                - Мария; муж: с 1434 Гоме Каррильо де Акунья, сеньор де Пинто
                - Исабель; муж: Гонсало де Гусман (ум. после 18 сентября 1456), граф Палатино, сеньор де Ториха, Галиндо и Гелвес

            - (незак., от Леоноры де Гусман) Педро Альфонсо (1330—1338), сеньор де Ахилар де Кампо Льебана и Перния
            - (незак., от Леоноры де Гусман) Санчо Альфонсо (1331 — после 1343), сеньор де Ледесма
            - (незак., от Леоноры де Гусман) Энрике II (13 января 1332—1379), король Кастилии и Леона с 1369
              - Династия Трастамара

            - (незак., от Леоноры де Гусман) Фадрике Альфонсо (13 января 1332 — 29 мая 1358), грандмастер ордена Сантьяго с 1342, сеньор де Аро
              - Род Энрикес

            - (незак., от Леоноры де Гусман) Фернандо Альфонсо (декабрь 1336 — после 1342), сеньор де Ледесма, Бехар, Галистео и Монтемайор
            - (незак., от Леоноры де Гусман) Тельо Альфонсо (1337 — 15 октября 1370), сеньор де Бискайя, Лара и Аквилар, граф Кастаньеда с 1366
              - Род сеньоров де Кампорредондо

            - (незак., от Леоноры де Гусман) Хуан Альфонсо (июнь 1341 — ноябрь/декабрь 1359), сеньор де Бадахос и Херес
            - (незак., от Леоноры де Гусман) Санчо Альфонсо (1342 — 19 февраля 1374), граф де Альбуркерке, сеньор де Ледесма, Альба де Лесте, Медельин, Тьедра и Монтальбан с 1366; жена: с 1373 Бритес Португальская (1347 — 5 августа 1381), дочь короля Португалии Педру I и Иньес де Кастро
              - Фернандо (1373—1385), граф де Альбуркерке с 1374
              - Леонор Уррака Кастильская (1374—1435), графиня де Альбуркерке; муж: с 1393 Фердинанд I Кастильский (27 ноября 1380 — 22 апреля 1416), герцог де Пиньяфьель, король Арагона с 1412
              - (незак.) Леонора Кастильская (до 1373 — ?); 1-й муж: Санчо де Рохас (ум. 1393), сеньор де Монзон; 2-й муж: с 1393/1394 Фадрике Кастильский (ум. 1394), герцог де Бенавенте

            - (незак., от Леоноры де Гусман) Педро Альфонсо (1345 — ноябрь/декабрь 1359), сеньор де Агилар
            - (незак., от Леоноры де Гусман) Хуана Альфонсо; 1-й муж: с 1354 (развод) Фернандо Руис де Кастро (ок. 1338 — май/июнь 1375), сеньор де Лемос и Саррия; 2-й муж: Тамарит де Листера; 3-й муж: с 1366 Фелипе де Кастро (ум. 1371), сеньор де Кастро и Перальта

        - Альфонсо (1286 — август 1291)
        - Энрике (1288—1299)
        - Педро (1290 — 25 июня 1319), сеньор де лос Камерос, Альмасан, Берланга, Монтеагудо и Сифуэнтес; жена: с декабря 1311 Мария Арагонская (ум. ок. 1316/1327), дочь короля Арагона Хайме II и Бланки Анжу-Сицилийской
          - Бланка (после 1315—1375), аббатиса в Лас Хуэльгасе в 1331; муж: с сентября 1325 (не вступил в силу, аннулирован в 1330) Педру I (18 апреля 1320 — 18 января 1367), король Португалии

        - Фелипе (28 мая 1292 — 13/30 апреля 1327), сеньор де Кабрера и Рибера; жена: до ноября 1315 Маргарита де ла Серда (1293 — после 4 мая 1328), дочь инфанта Альфонсо де ла Серда и Матильды де Бриенн
        - Беатрис (1293 — 25 октября 1359); муж: с 12 сентября 1309 Афонсу IV (8 февраля 1291 — 28 мая 1357), король Португалии
        - (незак., от Марии Альфонсо де Менесес, сеньоры де Урсео) Виоланта Санчес де Кастилия (до 1280 — после 30 мая 1326); муж: с 1293 Фернандо Родригес де Кастро (ум. до 18 февраля 1316), сеньор де Лемос и Саррия
        - (незак., от Марии де Перес) Альфонсо Санчес де Кастилия; жена: Мария Диас де Аро, дочь Диего Лопеса де Аро и Терезы Альварес де Лара, вдова Нуно Диаса де Кастаньеды. После смерти мужа вышла замуж за Лопе де Мендоса
        - (незак.) Тереза Санчес де Кастилия; 1-й муж: Родриго Жиль де Вильялобос (ум. после 1295); 2-й муж: Хуан Альфонсо де Мендес (ум. 1304), граф де Барсельос и сеньор де Альбуркерке

      - Констанца (февраль/октябрь 1259 — 23 июля 1280), монахиня в Лас Хуэльгасе
      - Педро (15 мая/25 июля 1260 — 20 октября 1283), сеньор де Ледесма, Альба де Тормес, Сальватьера, Галисто и Миранда; жена: с 1281 Маргарита Нарбоннская, дочь виконта Нарбонны Эмери IV и Сибиллы де Фуа
        - Санчо эль де ла Пас (1283—1312), сеньор де Ледесма, Альба де Тормес, Сальватьера, Галисто и Миранда с 1283

      - Хуан (15 мая/25 июля 1260 — 25 июня 1319), сеньор де Валенсия де Кампос
        - Ветвь сеньоров де Валенсия де Кампос

      - Исабель (январь 1263/декабрь 1264 — в младенчестве)
      - Виоланта (1265 — 12 марта 1287/30 января 1308); муж: с 1282 Диего Лопес де Аро (ок. 1250 — 1310), сеньор де Бискайя
      - Хайме (ок. 1266 — 9 августа 1284), сеньор де лос Камерос
      - Леонора (ум. после 1274/1275)
      - (незак., от Марии Альфонсо де Леон) Беренела Альфонсо: муж: Педро Нуньес де Гусман (ум. после 1264)
      - (незак., от Эльвиры Родригес де Вильяда) Альфонсо Фернандес (ок. 1243 — 1281); жена: Бланка Альфонсо де Молина (ок. 1243 — 1292, до 5 декабря), сеньора де Молина и Меса, дочь Альфонсо де Леона, сеньора де Молина, и Мафальды Гонсалес
        - Исабель Альфонсо де Молина (ум. 5 декабря 1292); муж: с 1290 Хуан Нуньес де Лара (ок. 1282 — после 16 сентября 1315), сеньор де Лара и Альбаррасин
        - Мафальда Альфонсо де Молина (ум. в младенчестве)

      - (незак., от Марии Хильен де Гусман) Беатрис Альфонсо (1242 — 27 октября 1303); муж: с 1253 Афонсу III (5 мая 1210 — 16 февраля 1279), король Португалии
      - (незак.) Уррака Альфонсо; муж: Альваро Перес де Гусман (ум. после 1280)
      - (незак.) Мартин Альфонсо, аббат в Вальядолиде

    - (от 1-го брака) Фадрике (1223—1277), сеньор де Санлукар де Альбайда, Хельвес, Хисират, Абулхинар, Альпечин, Камбульон, Бренес, Риасуэла и Ла Альгеба в Андалусии 1248—1269, 1272—1277; 1-я жена: с 1240 Беатриса Маласпина, дочь Коррадо Маласпина и Аделазии, незаконнорождённой дочери императора Фридриха II; 2-я жена: N Комнина Дукина, дочь деспота Эпира Никифора I Комнина Дуки и Марии Дукини Ласкарины
      - (от 1-го брака) Беатрис Фадрике (ок. 1242 — 1277); 1-й муж: Альфонсо Тельес де Менесес (ум. до 1270/1276), 6-й сеньор Менесес; 2-й муж: Симон Родригес де лос Камерос (ум. 1277)
      - (незак.) Альфонсо Фадрике (ок. 1260 — после 1297); жена: Мария Рамирес де Кешьял, дочь Педро Пелайеса де Кешьяла и Марии Рамирес Фроилас, вдова Гонсало Морана эль Мосо
      - (незак.) N Фадрике (ок. 1260 — ?)
        - сын
          - Фадрике, сеньор де Тройя
            - Ланселото

    - (от 1-го брака) Фернандо (1225, до 27 марта — 1248)
      - Альфонсо Фернандес

    - (от 1-го брака) Леонор (1226 — в младенчестве)
    - (от 1-го брака) Беренгела (1228—1279), монахиня в цистерцианском монастыре Санта Мария ла Риал в Лас Хуэльгасе
    - (от 1-го брака) Энрике Сенатор (1230, до 10 марта — 8 августа 1303), сеньор де Эсиха, Медельин, Атьенса, Дуэньяс, Берланга, Калатаасор и Сан Эстебан де Гормас в 1244, сеньор де Морон, Коте и Силибар в Андалузии в 1248; жена: с 1300 Хуана Нуньес де Лара ла Паломина (1286—1351), сеньора де Лерма, Вильяфранка, Дуэньяс, Фуэнте-Эмпудия, Торрелабатон и Эррера, дочь Хуана Нуньеса де Лара Толстого, сеньора де Лара и Вискайя, и Терезы Альварес де Асагра, сеньоры де Альбаррасин. Вторым браком она вышла замуж за инфанта Кастилии Фернандо де ла Серда
      - (незак., от Марии Родригес Пеша) Энрике Энрикес (ок. 1246 — ?), сеньор де Пуэбла де лос Инфантес с 1253; жена: с 1300 Эстефания Родригес де Себальос, сеньора де Вадо де лас Эстакас и Вильяльба, дочь Родриго Гонсалеса де Себальоса и Марии Фернандес де Кавьедес, вдова Хуана Мате де Луна
        - Энрике Энрикес эль Мосо

      - (незак.) Иньес Энрикес (1292/1298 — ?); муж: Хуан Понс, сеньор де Кабра в 1326

    - (от 1-го брака) Фелипе (ок. 1231, до 5 декабря — 28 ноября 1274), каноник в Сан-Сальвадор де Кампо де Мира и де Толедо, аббат в Кастрохерисе с 1243, аббат в Вальядолиде, избранный епископ Осмы в 1245, аббат в Коваррубиасе с 1248, избранный архиепископ Севильи в 1249. В 1258 году оставил церковную карьеру, чтобы жениться. Сеньор де Вальдепорчена, Пьедраита и Вальдеконеха с 1258, рыцарь ордена Тамплиров. 1-я жена: с 31 марта 1258 Кристина Норвежская (1234—1262), дочь короля Норвегии Хакона IV Старого и Маргрете Скулесдоттер; 2-я жена: с 1263/1264 Иньес Родригес Хирон (ум. ок. 1265), дочь Родриго Гонсалеса Хирона, сеньора де Фресилья, и Терезы Лопес де Аро; 3-я жена: до 22 сентября 1269 Леонор Родригес де Кастро (ум. 1275), дочь Родриго Понса де Кастро, сеньора де Сигалес, и Леонор Гонсалес де Лара
      - (от 3-го брака) Фелипе (ум. до 1274)
      - (незак.) Фернандо Альфонсо (ум. после 1284)
      - (незак.) Альфонсо Фернандес (ок. 1263 — 1284), дворецкий короля Альфонсо X
      - (незак.) Беатрис Фернандес (до 1273 — после 1329)

    - (от 1-го брака) Санчо (1233 — 27 октября 1261), архиепископ Толледо с 1251 (посвящён в 1259)
    - (от 1-го брака) Мануэль (1234 — 25 декабря 1283), сеньор де Эльче и Вилена с 1248, сеньор де Эскалона, Санта Олалья, Пеньяфьель, Агреда, Роа и Куэльяр
      - Род Мануэль

    - (от 1-го брака) Мария (начало 1235 — ок. ноября 1235)
    - (от 2-го брака) Фердинанд де Понтье (1238 — до 1264), граф Омальский, барон де Монтгомери и Нуайель-сюр-Мер
      - Ветвь Понтье

    - (от 2-го брака) Элеонора (1240 — 29 ноября 1290), графиня Понтье с 1279; муж: с 18 октября 1254 Эдуард I (17/18 июня 1239 — 8 июля 1307), король Англии
    - (от 2-го брака) Луис I (1243 — до 20 апреля 1279), сеньор де Марчена и Суэрос в 1253
      - Беренгела де Марчена (ум. ок. 1279); муж: Маймон де Шателайон
      - Луис II де Марчена (до 1267 — до 1302), сеньор де Марчена, Бривьеска, Астудильо и Гатон

    - (от 2-го брака) Симон (1244 — в младенчестве)
    - (от 2-го брака) Хуан (род. и ум. 1246)

  - (от 2-го брака) Альфонсо (осень 1202 — 6 января 1272), сеньор де Сория в 1223, сеньор де Молина и Меса в 1240
    - Сеньоры де Молина

  - (от 2-го брака) Беренгела (Беренгария) (1204 — 12 апреля 1237); муж: с 1224 Иоанн де Бриенн (ок. 1170 — 23 марта 1237), император Константинополя с 1231
- (от 2-го брака) Фернандо (1178—1187)[3]
- (от 2-го брака) Гарсия (1182—1184)
- (от 2-го брака) Альфонсо (1184 — 22 января 1188)
- (от 2-го брака) Санчо Фернандес (1186 — 25 августа 1220); жена: после 1210 Тереза Диас де Аро, дочь Диего Лопеса, графа де Аро, сеньора Бискайи
  - Мария Санчес де Финес (ум. после 1240); 1-й муж: дон Педро Фернандес де Кастро (ок. 1170 — 18 августа 1214), сеньор де Паредес; 2-й муж: с ок. 1235 дон Гомес Энрикес де Деса, сеньор де Пробаонс-и-Вендос
- (незак.) Санчо Фернандес; жена: Тереза Гомес де Роа
  - Хуан Санчес, сеньор де Финес; 1-я жена: Тереза Гомес де Вильялобос, дочь дона Гомеса Гонсалеса де Аса и Терезы Хиль де Вильялобос; 2-я жена: после 1270 Хуана Руис де Аро, дочь Руи Лопеса де Аро, сеньора де ла Гардия, и Санчи Хофре Тенорио
    - (от 1-го брака) Хуан Диас де Финес (ум. в младенчестве)
    - (от 2-го брака) Хуана Диас де Финес; муж: Родриго Инигес де Бьедма, сеньор де Орталанка

  - Мария Санчес; муж: дон Гомес Энрикес де Пробаонс-и-Вендос

### Ветвь де ла Серда
См. Дом де ла Серда